# Puisieux-et-Clanlieu
Puisieux-et-Clanlieu település Franciaországban, Aisne megyében. Lakosainak száma 327 fő (2022. január 1.). Puisieux-et-Clanlieu Audigny, Colonfay, Flavigny-le-Grand-et-Beaurain, Le Hérie-la-Viéville, Landifay-et-Bertaignemont és Sains-Richaumont községekkel határos.

## Népesség
A település népességének változása:
| Lakosok száma | 340  | 301  | 288  | 291  | 294  | 296  | 289  | 311  | 322  | 327  |
|               | 1968 | 1982 | 1990 | 2006 | 2013 | 2015 | 2017 | 2019 | 2020 | 2022 |